# Wheeling (fumetto)
Wheeling, pubblicato anche come Fort Wheeling, è un fumetto italo-argentino scritto e disegnato da Hugo Pratt, pubblicato in tre fasi tra il 1962 e il 1995 su alcune riviste argentine, italiane e francesi.

## Trama
La storia avviene a Wheeling, città alla confluenza del Wheeling Creek con il fiume Ohio nel periodo immediatamente precedente alla rivoluzione Americana, durante la guerra franco-indiana. Nel 1774, Chris Kenton ha 17 anni. La sua famiglia viene massacrata dagli indiani, e Chris si arruola nell'esercito britannico di servizio sul confine delle colonie del Nord America, dove fa la conoscenza dell'aristocratico Patrick Fitzgerald.
I due si innamorano della bella Mohena, una schiava riscattata dagli indiani Shawnee. Allo scoppiare della Rivoluzione Americana i due sceglieranno due schieramenti diversi.

## Edizioni
Pratt ha realizzato il fumetto in tre parti, di cui la prima e parte della seconda in Argentina negli anni sessanta, la continuazione della seconda in Francia nel 1980 e la terza tra Francia e Italia nella prima metà degli anni novanta. Il fumetto è completato da una serie di acquerelli che l'autore ha realizzato tra il 1969 e il 1972 per la prima edizione in volume (edita da Edizioni Ivaldi) e incluso poi nell'edizione integrale della saga (Il sentiero delle amicizie perdute del 1995).
Il fumetto è comparso nelle seguenti edizioni:
- Parte I:(ES) Hugo Pratt, Wheeling, in Misterix, 700, 724, 725, 726, Editorial Yago, 1962. URL consultato il 19 agosto 2016.
- Parte II, inizio:(ES) Hugo Pratt, Wheeling, in SuperMisterix, 801, 805, 809, Editorial Yago, 1964. URL consultato il 19 agosto 2016.
- Acquerelli: Hugo Pratt, Wheeling - sentiero indiano, Edizioni Ivaldi per Archivio Internazionale della Stampa a Fumetti, 1972.
- Parte II, fine:(FR) Hugo Pratt, Wheeling, in Métal Hurlant, 51, 61, Les Humanoïdes Associés, 1980-1981. URL consultato il 19 agosto 2016.
- Parte III: Hugo Pratt, Wheeling: il sentiero delle amicizie perdute, Lizard Edizioni, 1995.

## Edizioni italiane
Le edizioni italiane del fumetto includono:
Parte I
- Hugo Pratt, Wheeling, Edizioni Ivaldi, 1972. Edizione orizzontale
- Hugo Pratt, Wheeling, Mondadori, 1975.
- Hugo Pratt, Wheeling, torrente del cranio, in Corto Maltese, 36, 42, Rizzoli Milano Libri, 1986-87. URL consultato il 19 agosto 2016.

Parte II, inizio
- Hugo Pratt, Wheeling, in European Cartonist, n. 1, Edizioni Nino Bernazzali, 1973. URL consultato il 19 agosto 2016.
- Hugo Pratt, Wheeling, in Sgt. Kirk, 59, 60, 61, Edizioni Ivaldi, 1979. URL consultato il 19 agosto 2016.

Wheeling - sentiero indiano
- Campagna pubblicitaria cucine "Dixie", linea "Old America", 1969.
- Hugo Pratt, Wheeling, edizioni Archivio Internazionale della Stampa a Fumetti, 1972.
- Hugo Pratt, Sentiero Indiano, in Corto Maltese, n. 36, Rizzoli Milano Libri, 1986. URL consultato il 19 agosto 2016.

Parte III
- Hugo Pratt, Wheeling: il Sentiero delle Amicizie Perdute, edizioni Lizard, 1995., che include le tavole ad acquarello, colori di Patrizia Zanotti.